# Tox
Tox (korsisch Tocchisu; italienisch Tocchisi) ist eine französische Gemeinde mit 99 Einwohnern (Stand 1. Januar 2022) im Département Haute-Corse auf der Insel Korsika.

## Geografie
Tox liegt auf einer mittleren Höhe von 527 Metern über dem Meeresspiegel 3 Kilometer südöstlich vom Regionalen Naturpark Korsika in der Castagniccia, 50 Kilometer südwestlich von Bastia, dem Sitz der Präfektur des Départements und 5,6 Kilometer südöstlich vom Kantonshauptort Moïta. Die Mairie (‚Bürgermeisterei‘) von Tox steht allerdings auf einer Höhe von 402 Metern. Das Gemeindegebiet hat eine Fläche von 14,79 Quadratkilometern. Die Ortschaft ist von den Nachbargemeinden Campi, Tallone und Linguizzetta umgeben. Das Tal der Bravona markiert die südliche Gemeindegrenze.
Tox ist einer Klimazone des Typs Csb (nach Köppen und Geiger) zugeordnet: Warmgemäßigtes Regenklima (C), Niederschlagsmaximum in den Sommermonaten von unter 40 mm ((s)ommertrocken), alle Monate liegen unter 22 °C, es gibt aber noch mindestens 4 Monate, die wärmer als 10 °C sind (b). Es herrscht Mittelmeerklima mit gemäßigtem Sommer.

## Bevölkerungsentwicklung
| Jahr      | 1962 | 1968 | 1975 | 1982 | 1990 | 1999 | 2007 | 2016 |
| --------- | ---- | ---- | ---- | ---- | ---- | ---- | ---- | ---- |
| Einwohner | 158  | 146  | 148  | 180  | 169  | 142  | 111  | 96   |

## Kultur und Sehenswürdigkeiten

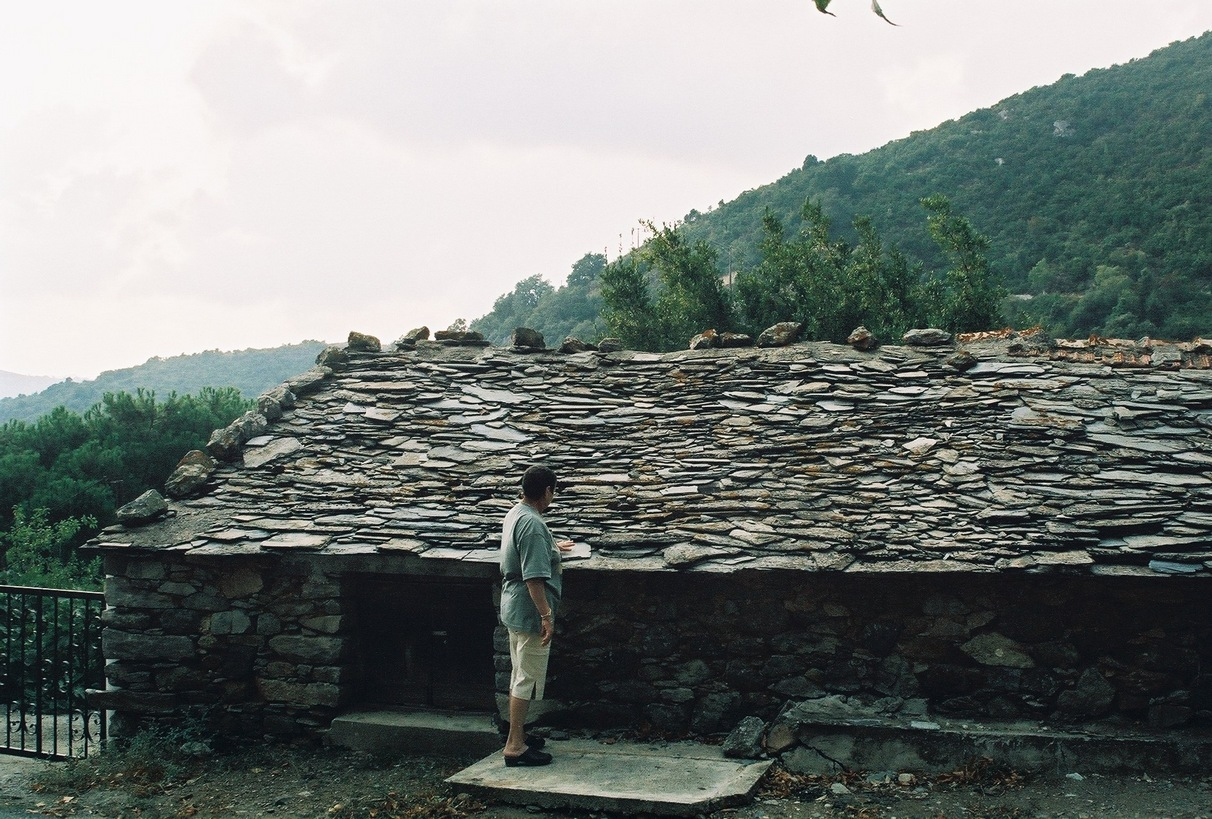
Gebäude im Ortskern

Tox hat einen gut erhaltenen mittelalterlichen Ortskern. Der Ortsname ist von tocsin abgeleitet, was sowohl ‚Glocke‘ als auch ‚Glockenläuten‘ bedeuten kann. Die Kapelle Madonna-de-Grazie ist eine Pilgerstätte. Sie steht in 538 Metern Höhe auf einem Berggipfel nordöstlich vom Ortskern.

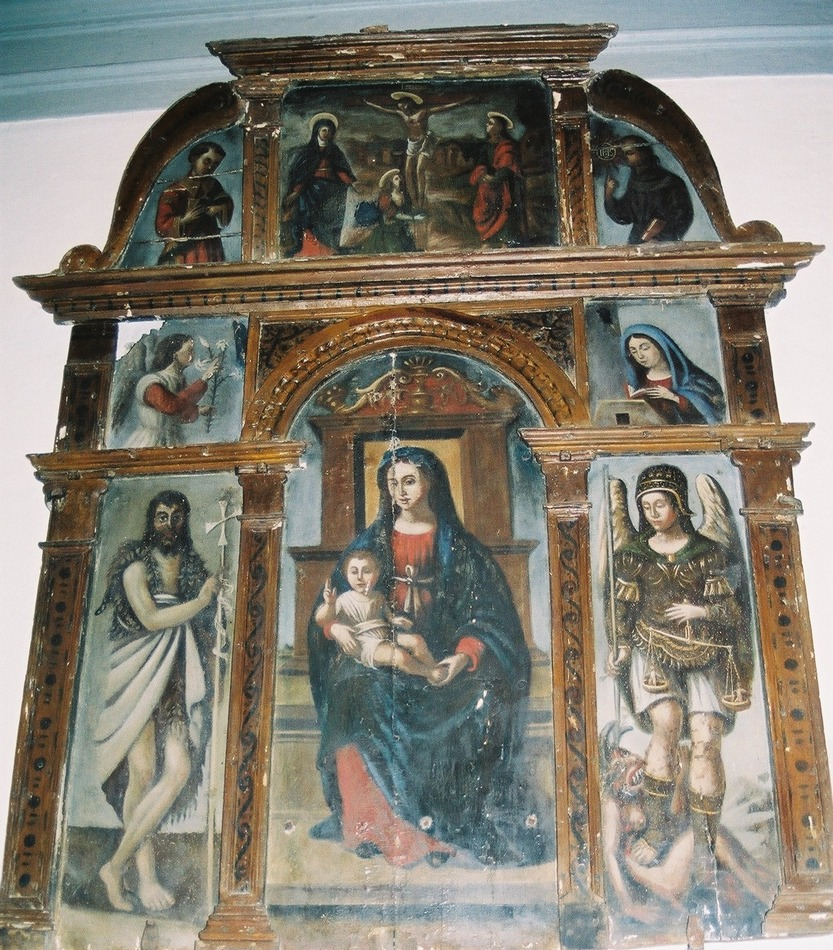
Das auf Holz gemalte Altarbild

Die Pfarrkirche Saint-Jean-Baptiste ist Johannes dem Täufer geweiht. Sie wurde im 18. Jahrhundert anstelle der ursprünglichen romanischen Kirche errichtet. Dabei wurden Teile der älteren Kirche wiederverwendet, weshalb sie teilweise romanisch, teilweise barock ist. Sie ist in das Zusatzverzeichnis der Monument historique (‚historische Denkmale‘) eingetragen. In der Kirche befindet sich ein Altarretabel, das die Jungfrau mit dem Kinde, den Heiligen Johannes der Täufer und den Erzengel Michael darstellt. Es stammt aus der Mitte des 16. Jahrhunderts und ist als Monument historique klassifiziert.

## Wirtschaft und Infrastruktur
Die Kupfervorkommen der Mine de Linguizetta wurden 1778 als sehr reich eingestuft, aber erst 1855 wurde Auguste Marie Le Coat de Kerveguen eine Abbaukonzession erteilt. Die Arbeiten wurden schon 1857 wieder eingestellt, dann 1872 durch das britische Unternehmen Cardo Mining wiederaufgenommen. Bis 1877 arbeiteten 15 bis 25 Personen unter der Leitung eines englischen Ingenieurs in der Mine. 1878 erwarb das Unternehmen einen Dampfkessel, der die Zerkleinerungsmaschinen antrieb, trotzdem wurde die wenig ertragreiche Mine schon wenige Monate später aufgegeben. 1926 verzichtete die Enkelin von Le Coat de Kerveguen auf die Konzession. Heute sind nur noch einige Spuren der Abbauarbeiten und die Ruine eines Gebäudes an der Straße zu sehen, die Tox mit Linguizzetta verbindet.
Ein wichtiger Erwerbszweig ist der Weinbau, die Weinberge haben eine Fläche von 78 Hektar.
Der nächstgelegene Bahnhof ist 18,9 Kilometer entfernt in Poggio-Riventosa, der nächstgelegene Flugplatz ist der Flughafen Bastia. Die nächste Polizeistation ist 8,5 Kilometer entfernt in Piedicorte-di-Gaggio. Die nächste Primarschule befindet sich in der Nachbargemeinde Linguizzetta, das nächste Collège 10,3 Kilometer entfernt in Cervione.